# Peloptulus gibbus
Peloptulus gibbus är en kvalsterart som beskrevs av Mihelcic 1957. Peloptulus gibbus ingår i släktet Peloptulus och familjen Phenopelopidae. Inga underarter finns listade i Catalogue of Life.